# Ruizanthus venezuelanus
Ruizanthus venezuelanus är en bladmossart som beskrevs av Rudolf Mathias Schuster. Ruizanthus venezuelanus ingår i släktet Ruizanthus och familjen Balantiopsidaceae. Inga underarter finns listade i Catalogue of Life.